# Petersianthus quadrialatus
Petersianthus quadrialatus là một loài thực vật có hoa trong họ Lecythidaceae. Loài này được (Merr.) Merr. miêu tả khoa học đầu tiên năm 1916.